# Cella elettrolitica

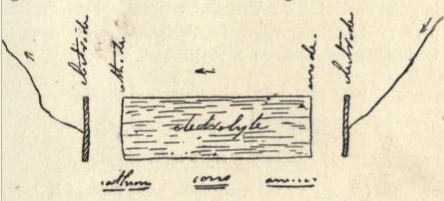
Disegno originale di Michael Faraday di una cella elettrolitica.

In elettrochimica, con il termine cella elettrolitica (o elettrolizzatore o reattore elettrochimico) si indica una particolare cella elettrochimica che permette di convertire energia elettrica in energia chimica. Tale processo viene detto elettrolisi.
L'energia elettrica necessaria allo svolgimento del processo viene fornita da un circuito elettrico esterno, collegato ai poli della cella, per cui il processo di elettrolisi non avviene in maniera spontanea ovvero la differenza di energia libera di Gibbs associata al processo è maggiore di zero:
{\displaystyle \Delta G>0}

## Descrizione

### Schema di funzionamento

Rappresentazione di una cella elettrolitica.

Una cella elettrolitica è costituita da due elettrodi immersi in una vasca contenente un elettrolita. In genere l'elettrolita è costituito da due soluzioni elettrolitiche che possono scambiarsi ioni attraverso un ponte salino o un setto poroso.
All'anodo avviene una reazione di ossidazione, mentre al catodo avviene una reazione di riduzione, per cui nella cella si realizza globalmente una reazione redox, la quale sfrutta l'energia elettrica fornita dall'esterno per avvenire (per cui non è una reazione spontanea).
I segni dei poli sono invertiti rispetto a una cella galvanica: in una cella elettrolitica l'anodo è il polo positivo, mentre il catodo è il polo negativo (a tal proposito si veda anche la pagina dedicata alla raffinazione elettrolitica, viste le interessanti implicazioni industriali che possono derivare).

### Applicazioni
I principali processi industriali dove vengono utilizzate celle elettrolitiche sono:
- processo cloro-soda per la produzione di cloro
- processo di Hall-Héroult per la produzione di alluminio
- generatore di idrogeno
- trattamenti di composti organici clorurati inquinanti contenuti nei reflui industriali

Le celle elettrolitiche vengono inoltre utilizzate nell'elettrogravimetria, galvanostegia e galvanoplastica.